# Керр, Марк
Марк Керр (англ. Mark Kerr; 21 декабря 1968, Толидо) — американский боец смешанного стиля, представитель тяжёлой весовой категории. Выступал на профессиональном уровне в период 1997—2009 годов, известен по участию в турнирах таких бойцовских организаций как UFC, Pride, IFL, Cage Rage, M-1 Global.

## Биография
Марк Керр родился 21 декабря 1968 года в городе Толидо, штат Огайо. В детстве увлекался реслингом и мечтал о карьере в WWE, вместе с братьями проводил турниры на заднем дворе своего дома. Во время учёбы в старшей школе в Беттендорфе начал серьёзно заниматься борьбой, тренировался в одном зале с другим будущим известным бойцом Пэтом Милетичем. Позже учился в Сиракузском университете, состоял в университетской команде по борьбе и принимал участие во многих студенческих соревнованиях. Так, в 1992 году одержал победу в первом дивизионе Национальной ассоциации студенческого спорта, в том числе победил в финале знаменитого Рэнди Кутюра. Занял 7-е место на чемпионате мира 1993 года. Выступления в любительском спорте не приносили ему денег, поэтому он задумался о карьере профессионального бойца ММА.
Дебютировал в смешанных единоборствах на профессиональном уровне в январе 1997 года, на третьем чемпионате мира по вале-тудо в Бразилии провёл сразу три поединка за один вечер — одержал победу над всеми тремя соперниками и стал, таким образом, чемпионом. Позже по приглашению своего друга Марка Колмана выступил на двух турнирах крупнейшей американской организации Ultimate Fighting Championship, где победил в общей сложности четырёх соперников и получил два чемпионских титула.
В 1998 году Керр перешёл в новосозданную японскую организацию Pride Fighting Championships, предложившую ему гораздо бо́льшие гонорары по сравнению с UFC. Дебютировал здесь с победы над хорватом Бранко Цикатичем, затем выиграл ещё три поединка, доведя свою победную серию до одиннадцати боёв. В сентябре 1999 года был нокаутирован представителем Украины Игорем Вовчанчиным, при этом были использованы запрещённые удары коленями по голове в партере, поэтому бой сразу же признали несостоявшимся. Несмотря на отмену результата поединка с Вовчанчиным, Керр всё равно считал это своим поражением и сильно переживал из-за случившегося.
В 2000 году Марк Керр принял участие в гран-при Pride тяжёлого веса: на стартовом этапе взял верх над Энсоном Иноуэ, но на стадии четвертьфиналов проиграл единогласным решением судей Кадзуюки Фудзите — это было его первое официальное поражение на профессиональном уровне. Впоследствии провёл в Pride ещё четыре поединка, сумел выиграть только у россиянина Игоря Борисова, тогда как три других боя проиграл, в том числе в повторном матче с Вовчанчиным уступил единогласным судейским решением.
После ухода из «Прайда» в 2006 году продолжил карьеру в США, дрался на турнирах таких организаций как International Fight League и Cage Rage, но большого успеха здесь не добился. Позже на турнире YAMMA Pit Fighting встретился с российским ветераном Олегом Тактаровым и проиграл ему сдачей, попавшись на рычаг колена. Встречался в бою с Джеффом Монсоном, так же потерпел поражение сдачей, не сумев справиться с удушающим приёмом сзади. Последний раз дрался на профессиональном уровне в августе 2009 года на турнире M-1 Global, где уже на 25 секунде первого раунда был нокаутирован соотечественником Мухаммедом Лавалем. Всего провёл среди профессионалов 27 боёв, из них 15 выиграл, 11 проиграл, в одном случае результат был отменён.
Помимо ММА выступал также в грэпплинге, трёхкратный чемпион мира по версии ADCC.
В 2002 году телеканал HBO снял документальный фильм о Марке Керре «Крушащая машина», в съёмках которого приняли участие многие известные бойцы того времени. Фильм освещает его лучшие годы в спорте, в том числе затрагивает развившуюся проблему с наркотиками, из-за которой его карьера пошла на спад.
В 2025 году выходит биографический фильм об его жизни «Крушащая машина», главную роль сыграл Дуэйн Джонсон.

## Статистика в профессиональном ММА
| Боёв 27          | Побед 15 | Поражений 11 |
| ---------------- | -------- | ------------ |
| Нокаутом         | 4        | 5            |
| Сдачей           | 7        | 4            |
| Решением         | 2        | 2            |
| Дисквалификацией | 2        | 0            |
| Не состоявшихся  | 1        | 1            |

| Результат    | Рекорд    | Соперник         | Способ                     | Турнир                              | Дата             | Раунд | Время | Место               | Примечание |
| ------------ | --------- | ---------------- | -------------------------- | ----------------------------------- | ---------------- | ----- | ----- | ------------------- | --- |
| Поражение    | 15-11 (1) | Мухаммед Лаваль  | KO (удары руками)          | M-1 Global: Breakthrough            | 28 августа 2009  | 1     | 0:25  | Канзас-Сити, США    | |
| Поражение    | 15-10 (1) | Джефф Монсон     | Сдача (удушение сзади)     | Vengeance FC                        | 27 сентября 2008 | 1     | 3:17  | Конкорд, США        | |
| Поражение    | 15-9 (1)  | Ральф Келли      | TKO (удары руками)         | Xp3: The Proving Ground             | 26 июля 2008     | 1     | 4:11  | Хьюстон, США        | |
| Поражение    | 15-8 (1)  | Трейси Уиллис    | Сдача (гильотина)          | C-3 Fights: Contenders              | 7 июня 2008      | 1     | 0:45  | Кончо, США          | |
| Поражение    | 15-7 (1)  | Олег Тактаров    | Сдача (рычаг колена)       | YAMMA Pit Fighting                  | 11 апреля 2008   | 1     | 1:55  | Атлантик-Сити, США  | |
| Победа       | 15-6 (1)  | Чак Хуус         | Сдача (американа)          | CCCF: Battle on the Border          | 29 марта 2008    | 1     | 2:41  | Ньюкёрк, США        | |
| Победа       | 14-6 (1)  | Стив Гейвин      | Сдача (кимура)             | WCO: Kerr Vs. Gavin                 | 7 ноября 2007    | 1     | 1:39  | Голливуд, США       | |
| Поражение    | 13-6 (1)  | Мостафа аль-Тюрк | Сдача (удары руками)       | Cage Rage 20                        | 10 февраля 2007  | 1     | 2:29  | Лондон, Англия      | |
| Поражение    | 13-5 (1)  | Майк Уайтхед     | TKO (удары руками)         | IFL: World Championship Semifinals  | 2 ноября 2006    | 1     | 2:40  | Портленд, США       | |
| Поражение    | 13-4 (1)  | Ёсихиса Ямамото  | TKO (удары руками)         | Pride 27                            | 1 февраля 2004   | 1     | 0:40  | Осака, Япония       | |
| Поражение    | 13-3 (1)  | Хит Херринг      | TKO (удары коленями)       | Pride 15                            | 29 июля 2001     | 2     | 4:56  | Сайтама, Япония     | |
| Поражение    | 13-2 (1)  | Игорь Вовчанчин  | Единогласное решение       | Pride 12                            | 9 декабря 2000   | 3     | 5:00  | Сайтама, Япония     | |
| Победа       | 13-1 (1)  | Игорь Борисов    | Сдача (болевой на шею)     | Pride 10                            | 27 августа 2000  | 1     | 2:06  | Токородзава, Япония | |
| Поражение    | 12-1 (1)  | Кадзуюки Фудзита | Единогласное решение       | Pride Grand Prix 2000 Finals        | 1 мая 2000       | 1     | 15:00 | Токио, Япония       | |
| Победа       | 12-0 (1)  | Энсон Иноуэ      | Решение большинства        | Pride Grand Prix 2000 Opening Round | 30 января 2000   | 1     | 15:00 | Токио, Япония       | |
| Не состоялся | 11-0 (1)  | Игорь Вовчанчин  | NC (запрещённые удары)     | Pride 7                             | 12 сентября 1999 | 2     | 4:36  | Иокогама, Япония    | Проиграл нокаутом, но результат был отменён из-за использованных запрещённых ударов коленями по голове лежачего бойца. |
| Победа       | 11-0      | Нобухико Такада  | Сдача (кимура)             | Pride 6                             | 4 июля 1999      | 1     | 3:04  | Иокогама, Япония    | |
| Победа       | 10-0      | Уго Дуарте       | TKO (отказ)                | Pride 4                             | 11 октября 1998  | 3     | 2:32  | Токио, Япония       | |
| Победа       | 9-0       | Педру Отавиу     | Техническая сдача (кимура) | Pride 3                             | 24 июня 1998     | 1     | 2:13  | Токио, Япония       | |
| Победа       | 8-0       | Бранко Цикатич   | DQ (прихватывание канатов) | Pride 2                             | 15 марта 1998    | 1     | 2:14  | Иокогама, Япония    | |
| Победа       | 7-0       | Дуэйн Кейсон     | Сдача (удушение сзади)     | UFC 15                              | 17 октября 1997  | 1     | 0:53  | Бэй-Сейнт-Луис, США | Выиграл турнир UFC 15 в тяжёлом весе.                                                                                  |
| Победа       | 6-0       | Грег Стотт       | KO (удар коленом)          | UFC 15                              | 17 октября 1997  | 1     | 0:17  | Бэй-Сейнт-Луис, США | |
| Победа       | 5-0       | Дэн Бобиш        | Сдача (тычок в глаз)       | UFC 14                              | 27 июля 1997     | 1     | 1:38  | Бирмингем, США      | Выиграл турнир UFC 14 в тяжёлом весе.                                                                                  |
| Победа       | 4-0       | Моти Хоренстайн  | TKO (punches)              | UFC 14                              | 27 июля 1997     | 1     | 2:22  | Бирмингем, США      | |
| Победа       | 3-0       | Фабиу Гуржел     | Единогласное решение       | World Vale Tudo Championship 3      | 19 января 1997   | 1     | 30:00 | Бразилия            | Выиграл турнир WVC 3 в тяжёлом весе.                                                                                   |
| Победа       | 2-0       | Местре Халк      | DQ (уход с ринга)          | World Vale Tudo Championship 3      | 19 января 1997   | 1     | 2:21  | Бразилия            | |
| Победа       | 1-0       | Пол Вареланс     | TKO (удары)                | World Vale Tudo Championship 3      | 19 января 1997   | 1     | 2:06  | Бразилия            | |